# Georg Muffat
Georg Muffat, född 1 juni 1653 i Megève (Savojen), död 23 februari 1704 i Passau, var en barocktonsättare och organist av fransk härkomst.

## Biografi
Mellan 1663 och 1669 studerade Muffat hos Jean-Baptiste Lully i Paris. Därefter bodde han flera år i Elsass, först som student vid Jesuitkollegiet i Sélestat och från 1671 som organist i Molsheim där Straßburgs domkapitel satt i exil. Från 1674 studerade han juridik i Ingolstadt och slog sig därefter ned i Wien. 
Då han inte kunde få fast anställning reste han till Prag 1677, därefter till Salzburg där han vid sidan av Heinrich Ignaz Franz Biber fick ställning som domkyrkoorganist och kammartjänare hos ärkebiskop Max Gandolf, greve av Kuenburg. Biskopen gav honom möjligheten till ett längre studieuppehåll hos Bernardo Pasquini i Italien som stod i traditionen efter Girolamo Frescobaldi. Muffat beundrade Arcangelo Corellis musik, och i Rom fick han anledning till att träffa honom. Inspirerad av mötet komponerade Muffat sina första concerti grossi och fick dem uppförda i Corellis hus. Kort tid efter att han hade återvänt publicerade han Armonico Tributo, som enligt förordet kan uppföras som concerto grosso eller, utan mellanstämmorna, som triosonata.
Efter sin husbondes död flyttade Muffat 1690 till Passau för att arbeta som kapellmästare för biskop Johann Philipp von Lamberg. Här blev han kvar till sin död. Muffats nio söner blev musiker, den mest kände av dem är Gottlieb Muffat.
Liksom Johann Jakob Froberger före honom och Georg Friedrich Händel efter, var Muffat en musikalisk kosmopolit som spelade en viktig roll i utväxlingen av impulser i den europeiska musiktraditionen.
Muffat skrev musik i både fransk och italiensk stil. Få av tidens musiker var förtroliga med bådadera, så han hade för vana infoga anmärkningar om uppförandepraxis i noterna. Dessa har fortsatt att vara nyttiga vid inövning av musiken.

## Verk
- Sonat för kontrabas och basso continuo (Prag 1677),
- Sonater for stråkinstrument och basso continuo Armonico Tributo (Salzburg 1682),
- 7 sviter för flera instrument Florilegium Primum (1695 Augsburg),
- 8 sviter för flera instrument Florilegium Secundum (1698 Passau)
  - Fasciculus I: Nobilis juventus: I Ouverture, II Entrée d'Espagnols, III Air pour des Hollandois, IV Gigue pour des Anglois, V Gavotte pour des Italiens, VI Menuet I pour des Francois, VII Menuett II
  - Fasciculus II: Laeta poesis: Ouverture, II Les Poetes, III Jeunes Espagnols, IV Autre pour les mêmes, V Les Cuisiniers, VI Les Hachis, VII Les Marmitons
  - Fasciculus III: Illustres primitiae: I Ouverture; II Gaillarde, III Courante, IV Sarabande, V Gavotte, VI Passacaille, VII Bourée, VIII Menuet, IX Gique
  - Fasciculus IV: Splendidae nuptiae: I Ouverture, II Les Paisans, III Canaries, IV Les Cavalliers, V Menuet I, VI Rigaudon pour des Jeunes Paisannes Poitevines, VII Menuet II
- 12 concerti grossi Auserlesener mit Ernst und Lust gemengter Instrumental-Musik Erste Versamblung (1701 Passau) med tematiskt material från Armonico Tributo;
- 12 toccator och andra orgelverk Apparatus Musico Organisticus (1690) (Toccata prima (fil))
- Partitor för cembalo (manuskript);
- Kyrkomusik: 3 mässor, Salve Regina, varav bara den 24-stämmiga Missa in labore requies är bevarad.
- Der Traktat Regulae Concentuum Partiturae 1699.

Operor
- Marina Armena (1679 Salzburg, Akademie-Theater)
- Königin Marianne oder die verleumdete Unschuld (september 1680 samma ställe)
- Le fatali felicità di Plutone (1687 Salzburg, till installationen av greve J.E. von Thun som furstbiskop)